# Gaserans
Gaserans es una localidad española del municipio de San Felíu de Buxalleu, perteneciente a la provincia de Gerona, en la comunidad autónoma de Cataluña.

## Historia
Hacia mediados del siglo XIX, el lugar, ya por entonces perteneciente a San Felíu de Buxalleu, tenía contabilizada una población de 162 habitantes. Aparece descrito en el octavo volumen del Diccionario geográfico-estadístico-histórico de España y sus posesiones de Ultramar de Pascual Madoz con las siguientes palabras:

GASERANS: l. en la prov. y dióc. de Gerona (9 hor.), partido jud. de Sta. Coloma de Farnes (5), aud. terr. y c. g. de Barcelona (13), ayunt. de San Feliú de Buxalen. sit. en terreno quebrado, con buena ventilacion y clima saludable. Sus casas estan diseminadas por el térm., y muchas colocadas en colinas; tiene una igl. parr. (San Lorenzo), servida por un cura de ingreso, de provision real y ordinaria, un beneficiado de patronato laical, un sacristan y un escolano; y aneja á aquella una capilla titulada de San Jaime. El térm. confina N. San Feliú de Buxalen; E. Grions y Hostalrich; S. este último, y O. Breda. El terreno participa de llano y monte; es de buena calidad, y abunda en bosques de pinos, alcornoques y encinas, que dan mucha madera y corcho. Hay caminos locales de herradura. prod.: todas las clases de frutos necesarias á la vida, y aunque con escasez, en cantidad suficiente al consumo de la pobl. pobl.: 32 vec., 162 alm. cap. prod.: 2.295,200 rs. imp. 57,380 rs.
(Madoz, 1847, p. 329)

En 2023, la entidad singular de población tenía empadronados 482 habitantes y el núcleo de población, uno.